# 전두엽

붉은 부분이 전두엽

전두엽(前頭葉, frontal lobe) 또는 이마엽은 대뇌 반구의 전방에 위치한 뇌엽이다. 두정엽, 측두엽, 후두엽 등과 함께 대뇌피질을 구성하는 주요 부위 중 하나이다. 추리, 계획, 운동, 감정, 문제해결에 관여하는 것으로 알려져 있는데, 특히 전두엽의 앞쪽 부위에 위치한 전전두피질에서는 기억력·사고력 등의 고등행동을 관장하며 다른 연합영역으로부터 들어오는 정보를 조정하고 행동을 조절한다.

## 구성
전두엽은 대뇌 반구의 가장 앞쪽에 위치한 이마극(frontal pole)으로부터 이어져 중심고랑(central sulcus)에 의해 두정엽과, 가쪽고랑(lateral sulcus)에 의해 측두엽과 구분된다. 해부학적으로 다음과 같은 세부 영역들로 구분할 수 있다.
- 중심앞이랑(precentral gyrus): 중심고랑과 중심앞고랑(precentral sulcus) 사이에 있는 전두엽의 영역을 가리킨다.
- 위이마이랑(superior frontal gyrus): 중심앞고랑보다 앞쪽에 있는 전두엽의 영역 가운데 위이마고랑(superior frontal sulcus)보다 위쪽에 있는 부분을 가리킨다.
- 중간이마이랑(middle frontal gyrus): 중심앞고랑보다 앞쪽에 있는 전두엽의 영역 가운데 위이마고랑과 아래이마고랑(inferior frontal sulcus) 사이에 있는 부분을 가리킨다.
- 아래이마이랑(inferior frontal gyrus): 중심앞고랑보다 앞쪽에 있는 전두엽의 영역 가운데 아래이마고랑보다 아래쪽에 있는 부분을 가리킨다. 가쪽고랑의 앞가지(anterior ramus)와 오름가지(ascending ramus)에 의해 다시 다음과 같이 세 부분으로 나뉜다.
  - 눈확부분(pars orbitalis): 가쪽고랑의 앞가지보다 앞쪽에 위치한다.
  - 세모부분(pars triangularis): 가쪽고랑의 앞가지와 오름가지 사이에 위치한다.
  - 덮개부분(pars opercularis): 가쪽고랑의 오름가지 뒤쪽에 위치한다.
- 곧은이랑(straight gyrus, gyrus rectus): 대뇌반구의 바닥면에서 관찰되는 이랑으로, 후각고랑(olfactory sulcus)보다 안쪽에 위치한다.
- 눈확이랑(orbital gyri): 대뇌반구의 바닥면에서 관찰되는 이랑으로, 후각고랑보다 바깥쪽에 위치한다. 경계가 불규칙하며, 내부에 존재하는 눈확고랑(orbital sulci)의 모양 역시 불규칙하다. 다만 눈확고랑은 일반적으로 H자 모양으로 생겨서 눈확이랑을 앞쪽, 안쪽, 뒤쪽, 가쪽으로 나누는 경향이 있다.
- 앞중심곁이랑(anterior paracentral gyrus): 대뇌반구의 안쪽면에서 관찰되는 이랑으로, 중심곁소엽(paracentral lobule) 중에서 중심고랑보다 앞쪽에 있는 부분을 가리킨다. 중심앞이랑과 이어져 있다.

## 같이 보기
- 전전두엽피질
- 피니어스 게이지